# IPad Pro (2e génération)
La deuxième génération d'iPad Pro est une gamme de tablettes iPad conçues, développées et commercialisées par Apple Inc. Les iPad, avec 12,9 pouces et 10,5 écrans en pouces, ont tous deux été annoncés le 5 juin 2017. Les deux modèles sont compatibles avec la première génération d'Apple Pencil. Comme pour la première génération, une taille plus grande et une compatibilité avec les stylets constituaient un point de différence par rapport au reste des iPad disponibles d'Apple.
Les mises à niveau de l'iPad Pro de première génération incluent le processeur A10X Fusion plus puissant, une capacité de stockage allant jusqu'à 512 Go et le plus grand écran du 10,5 modèle en pouces (mis à niveau à partir d'un 9,7 modèle en pouces) tandis que le 12,9 pouces a été rafraîchi. À la suite de l'annonce de 2017, les modèles de première génération ont été abandonnés.
La version 12,9 pouces est le 30 octobre 2018 après l'annonce de l'iPad Pro de 3e génération. Cependant, la production de la version 10,5 pouces continue avec la version 11 pouces jusqu'au 18 mars 2019, date à laquelle l'iPad Air (3e génération) est annoncé.
L'iPad Pro 2e génération 12.9  pouces et l'iPad Pro 10.5 pouces prennent en charge 8 versions d'iOS/iPadOS. Il s'agit notamment d'iOS 10, iOS 11, iOS 12, iPadOS 13, iPadOS 14, iPadOS 15, iPadOS 16 et iPadOS 17. Lors de la WWDC 2024, il a été annoncé qu'il ne prendrait pas en charge iPadOS 18 malgré un matériel supérieur à certains modèles prenant en charge la nouvelle mise à jour.

## Caractéristiques
L'iPad Pro de deuxième génération est annoncé le 5 juin 2017, aux côtés d'iOS 11, lors de la WWDC2017. Les deux modèles, le 10,5 pouces et le 12,9 pouces, disposent d'un SoC A10X amélioré doté d'un processeur à 6 cœurs avec un GPU à 12 cœurs, de la technologie d'affichage ProMotion d'Apple qui prend en charge le contenu HDR10 et Dolby Vision (avec iOS 11 ou version ultérieure). avec un 120 Hz et leur écran True Tone sont 50 % plus lumineux que les modèles précédents ; les deux tailles disposent également d'un appareil photo arrière de 12 mégapixels avec flash True-Tone à quatre LED et d'un appareil photo frontal de 7 mégapixels avec flash Retina. Ils ont des vitesses de connexion USB 3.0 utilisant des câbles Lightning, avec prise en charge de la charge rapide USB-C. L'iPad Pro de deuxième génération a des capacités de stockage allant jusqu'à 512 GB.Il est le dernier modèle à inclure un bouton d'accueil avec Touch ID, le modèle de troisième génération le remplaçant par des gestes pour la navigation et Face ID remplaçant Touch ID à des fins d'authentification.

## Retours
Max Parker de TrustedReviews et Gareth Beavis de TechRadar ont tous deux loué la haute qualité audio et les performances du modèle 10,5 pouces, mais ont noté qu'il était cher,.
En examinant l'iPad Pro 12,9 pouces de deuxième génération, Lauren Goode de The Verge a complimenté l'appareil photo de haute qualité, le processeur A10X et la grande taille d'écran, mais a fait valoir que l'appareil aurait pu être moins cher.

## Problèmes matériels
Les rapports indiquent que l'écran de l'iPad Pro 12,9 pouces de deuxième génération a une forte propension à subir une panne de « rétroéclairage », se manifestant par des halos de lumière plus brillants traversant un bord de l'écran.
Les modèles iPad Pro de 2e génération et iPad Air de 3e génération peuvent développer une tache blanche brillante sur l'écran situé au-dessus du bouton d'accueil. Il s'agit d'un problème causé par le câble de l'écran situé en dessous qui pousse contre l'arrière de l'écran, créant ainsi un point de pression,.

## Chronologie
| Frise des modèles d'iPad |
| ------------------------ |
|                          |

Source : Archives de la Newsroom Apple.